# Desmodium batocaulon
Desmodium batocaulon är en ärtväxtart som beskrevs av Asa Gray. Desmodium batocaulon ingår i släktet Desmodium och familjen ärtväxter. Inga underarter finns listade i Catalogue of Life.